# Ann B. Davis

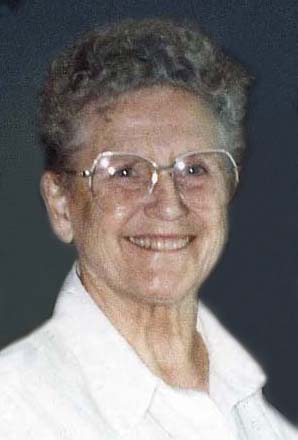
Ann B. Davis

Ann Bradford Davis (* 3. Mai 1926 in Schenectady, New York; † 1. Juni 2014 in San Antonio, Texas) war eine US-amerikanische Schauspielerin, vor allem bekannt durch ihre Rolle der Haushälterin in der Serie Drei Mädchen und drei Jungen.

## Leben
Ann Bradford Davis war die Tochter eines Elektroingenieurs und einer Amateurschauspielerin. Sie absolvierte die University of Michigan in den späten 1940er-Jahren, wo sie ein Medizinstudium begann. Da ihre Zwillingsschwester dort Schauspielunterricht nahm und sie ihren älteren Bruder in dem Musical Oklahoma! sah, änderten sich ihre Interessen. So ging sie nach Los Angeles, wo ihr erster Erfolg die Rolle der Sekretärin „Schultzy“ (alias Charmaine Schultz) in der Sitcom The Bob Cummings Show (1955–1959) an der Seite von Robert Cummings wurde. Für diese Rolle wurde sie viermal für den Emmy-Award nominiert, den sie zweimal erhielt. Später wirkte sie an der The John Forsythe Show (1965–1966) in der Rolle einer Schulleiterin mit. Sie machte auch Truppenbetreuung in Vietnam, Thailand und Korea für die United Service Organizations.
Dem Publikum in Deutschland ist Davis vor allem in ihrer Rolle als patente Haushälterin Alice Nelson in der Serie Drei Mädchen und drei Jungen (The Brady Bunch) ein Begriff, durch die sie in den 1970er-Jahren den Höhepunkt ihrer Karriere erreichte. In einigen nachfolgenden Ablegern verkörperte Davis ihre Paraderolle erneut. In dem auf der Serie beruhenden Spielfilm Die Brady Family von 1995 spielte sie einen Cameo-Auftritt als LKW-Fahrerin. Seit 1955 wirkte sie auch an einigen weiteren Kinofilmen mit, so als Sekretärin von Doris Days Hauptfigur in Ein Pyjama für zwei (1961) sowie in Die nackte Kanone 33⅓ (1994), wo sie sich selber darstellte.
Ferner spielte sie Theater, unter anderem in den Stücken „Funny Girl“ und „Arsen und Spitzenhäubchen“ (englischer Originaltitel: Arsenic and Odd Lace). Davis hatte auch mehrere Gaststarrollen und war neben ihrer Schauspieltätigkeit auch in der Werbung für Fahrzeuge und Reis tätig.
Davis lebte zuletzt in einer Wohnanlage in San Antonio, Texas. Sie zog sich auch in hohem Alter nicht vollständig von der Schauspielerei zurück, so wirkte sie unter anderem in einer Anzahl von Projekten der Brady-Serie mit, so zum 35. Jahrestag der Entstehung dieser Sendung oder auch am 22. April 2007, als sie mit anderen Besetzungsmitgliedern den „TV Land Pop Culture Award“, den Preis eines Kabelsenders, entgegennahm und mit stehenden Ovationen bedacht wurde.
1960 wurde Ann B. Davis mit einem Stern auf dem Hollywood Walk of Fame geehrt. Seit den frühen 1990er-Jahren wurde sie Mitglied der Trinity Episcopal School for Ministry in Ambridge, Pennsylvania, und lebte in einer Gemeinschaft von evangelischen Episkopalen unter Bischof Frye, wo sie sich auch mildtätigen Tätigkeiten zuwandte. Davis, die unverheiratet war, starb im Juni 2014 mit 88 Jahren an den Verletzungen eines Sturzes.

## Filmografie (Auswahl)
- 1955: Ein Mann namens Peter (A Man Called Peter)
- 1955–1959: The Bob Cummings Show (Fernsehserie, 159 Folgen)
- 1956: Fanfaren der Freude (The Best Things in Life Are Free)
- 1960: Pepe – Was kann die Welt schon kosten (Pepe)
- 1961: All Hands on Deck
- 1961: Ein Pyjama für zwei (Lover Come Back)
- 1965–1966: The John Forsythe Show (Fernsehserie, 29 Folgen)
- 1969–1974: Drei Mädchen und drei Jungen (The Brady Bunch; Fernsehserie, 117 Folgen)
- 1980: Love Boat (Fernsehserie, eine Folge)
- 1981: Eine reizende Familie (The Brady Brides; Fernsehserie, 6 Folgen)
- 1988: A Very Brady Christmas (Fernsehfilm)
- 1990: The Bradys (Fernsehserie, 5 Folgen)
- 1994: Die nackte Kanone 33⅓ (Naked Gun 33⅓: The Final Insult)
- 1995: Die Brady Family (The Brady Bunch Movie)
- 1997: Diesmal für immer (Something So Right; Fernsehserie, eine Folge)